# Il grande McGonagall
Il grande McGonagall (The Great McGonagall) è un film britannico del 1975 diretto da Joseph McGrath. Si tratta di un biopic comico sul poeta scozzese William McGonagall, i cui versi involontariamente burleschi gli procurarono la fama di peggior poeta al mondo.

## Trama
William Topaz McGonagall si ritiene essere il poeta più grande del mondo. Purtroppo tutto il resto del pianeta non è d'accordo con tale giudizio. Dopo aver tentato di "migliorare" la tragedia Macbeth di William Shakespeare, la sua vita scorre tra un pellegrinaggio presso il castello di Balmoral, il tentato assassinio della regina Vittoria da parte di Roderick McLean e un tributo da parte del tenente Frederick Rollo dei Royal Scots nello Zululand.

## Produzione
Il regista Joseph McGrath raccontò che il film venne girato in tre settimane presso la Wilton's Music Hall di Londra, includendo una settimana per le prove. Peter Sellers prese parte alle riprese per una settimana soltanto. McGrath disse che Sellers "insistette per partecipare al progetto" ed interpretò il ruolo della Regina Vittoria stando con dei pattini a rotelle sulle ginocchia per sembrare molto basso.
Il film venne prodotto dal magnate del porno britannico David Grant, che costrinse McGrath ad inserire alcune scene di nudo ed utilizzò la pellicola per avere dei vantaggi fiscali. McGrath doppiò l'attore nano Charlie Atom in quanto egli non si rese disponibile per il doppiaggio in post-produzione.
Il grande McGonagall fu il settimo insuccesso consecutivo per Sellers, la cui carriera si riprese solo con il film successivo La Pantera Rosa colpisce ancora (1975).

## Accoglienza
Sul New York Times, Richard Eder scrisse: "The Great McGonagall, che ha avuto la sua prima ieri al Cinema Village, è accattivante e parti di esso sono vivaci ed esilaranti. Ma manca abbastanza di un principio organizzativo nel suo caos per avere successo come film... Il ritmo è frenetico, il livello della realtà cambia ogni due minuti, è pieno di assurdità visive, vecchie battute e decolli. Un po' di lavoro, un po' di esasperazione... McGonagall muore, e tu sei dispiaciuto. Nonostante la sua follia, le sue delusioni, le sue brutte poesie, ti manca. È un radioso fallimento. Quindi, in un certo senso, è il suo film, con tutte le brutte battute, l'incuria e la confusione."